# Грем'яцька волость
Грем'яцька волость (Кам'янсько-Слобідська волость) — історична адміністративно-територіальна одиниця Новгород-Сіверського повіту Чернігівської губернії з центром у селі Кам'янська Слобода (містечку Грем'яч).
Станом на 1885 рік складалася з 11 поселень, 19 сільських громад. Населення — 7908 осіб (3923 чоловічої статі та 3985 — жіночої), 1479 дворових господарств.
|                     | Площа, десятин | У тому числі орної, дес. |
| ------------------- | -------------- | ------------------------ |
| Сільських громад    | 12803          | 9789                     |
| Приватної власності | 16766          | 6168                     |
| Іншої власності     | 297            | 249                      |
| Загалом             | 29866          | 16206                    |

Найбільші поселення волості на 1885 рік:
- Кам'янська Слобода — колишнє власницьке село при річці Ревна за 37 верст від повітового міста, 1098 осіб, 221 двір, православна церква, лавка, 3 вітряних млини, цегельний завод. За 14 верст — винокурний завод з 2 водяними млинами й 2 маслобійних заводи. За 8 верст — цегельний і винокурний заводи з водяним млином.
- Бучки — колишнє державне й власницьке село при річці Вара, 808 осіб, 169 дворів, православна церква, постоялий будинок, поташний завод, щорічний ярмарок.
- Грем'яч — колишнє державне й власницьке містечко при річці Судость і Грем'ячка, 2171 особа, 428 дворів, 2 православні церкви, єврейський молитовний будинок, 2 постоялих двори, 11 лавок, водяний млинам, 6 ярмарків на рік.
- Камінь — колишнє державне й власницьке село при річці Десна, 790 осіб, 156 дворів, православна церква, постоялий двір, постоялий будинок, водяний млин, цегельний завод.
- Ковпинка — колишнє державне й власницьке село, 346 осіб, 57 дворів, православна церква, постоялий будинок.
- Михальчинська Слобода — колишнє власницьке містечко при річці Рогозня, 746 осіб, 154 двори,  православна церква, постоялий будинок.
- Пушкарі — колишнє державне село при річці Десна, 668 осіб, 132 дворів, 2 православні церкви, крупорушка.

На початку 1890-х волосне правління перенесено до містечка Грем'яч й назву волості змінено на Грем'яцька.
1899 року у волості налічувалось 12 сільських громад, населення зросло до 12 277 осіб (6159 чоловічої статі та 6118 — жіночої).